# 1862년 몰수법
1862년 몰수법(영어: Confiscation Act of 1862) 또는 제2차 몰수법(Second Confiscation Act)은 남북 전쟁 중 미국 의회에서 통과된 법률이다. 이 법률에 이어 에이브러햄 링컨 대통령이 "대통령 겸 총사령관으로서의 합동 권한"으로 발표한 노예 해방 선언이 발표되었다.

## 역사
몰수법은 1862년 7월 17일에 제정되었다. 이 법의 특징은 남부의 불충한 시민(남부 연합 지지자)으로부터 토지와 재산을 압류하고, 연방 통제하에 들어온 그들의 노예를 해방시키기 위한 법적 절차를 요구했다는 점이다. 이 법에 따르면, 미국에 대한 반역죄로 유죄 판결을 받으면 사형에 처해지거나 최소 5년의 징역형과 최소 1만 달러의 벌금형을 받을 수 있었다. 이 법은 또한 미국에 대한 반역을 저지른 것으로 알려진 사람을 돕거나 선동한 죄로 유죄 판결을 받은 시민은 최대 10년의 징역형과 최대 20만 달러의 벌금형에 처할 수 있다고 명시했다. 이 법은 특히 남부 연합 군 장교, 남부 연합 공직자, 남부 연합에 충성 서약을 한 사람, 또는 위에 언급된 미국의 반역자 중 누구에게든 도움이나 지원을 제공한 충성스러운 연방주의 주 시민의 재산 압류를 목표로 했다. 이 법은 해방된 노예들이 남부 연합군에 대한 전략적 우위를 확보하기 위한 정보를 북군에 제공할 수 있게 함으로써 북군에 도움이 되었다.
이 법의 제1조는 반역을, 제2조는 반란과 반역을 더 광범위하게 다루었으며, 제3조는 이러한 범죄를 저지른 사람을 연방 공직에 봉사할 자격이 없게 만들었다. 반란, 반역, 자격 박탈에 관한 이러한 조항들은 오늘날 미국 법전에서도 실질적으로 동일하게 유지되고 있다. 이 법이나 연방 헌법은 "반란" 또는 "반역"을 정의하지 않지만, 대법원의 선례는 전자를 정부의 합법적 권위에 대한 모든 봉기로, 후자를 특정 지역 내에서 스스로 조직된 봉기로 이해한다.
첫 번째 몰수법과 가장 중요한 차이점은 도망 노예의 최종 지위였다. 첫 번째 법은 전쟁이 끝난 후 노예의 최종 지위에 대해 어떤 결정도 내리지 않았지만, 두 번째 법은 이 법의 적용을 받는 모든 노예가 영구적으로 자유로워질 것이라고 명시적으로 밝혔다.
마치 헤인즈라는 한 남성은 북군 장군 퀸시 애덤스 길모어의 도움을 받아 사람들을 자유로운 북군 진영으로 밀수하기 시작했다. 도움을 준 대가로 헤인즈는 길모어에게 남부 연합 방어선의 위치와 병력의 강도에 대한 "정확하고 가치 있는 정보"를 제공했다.

## 같이 보기
- 1861년 몰수법
- 1790년 범죄법